# Josephspital

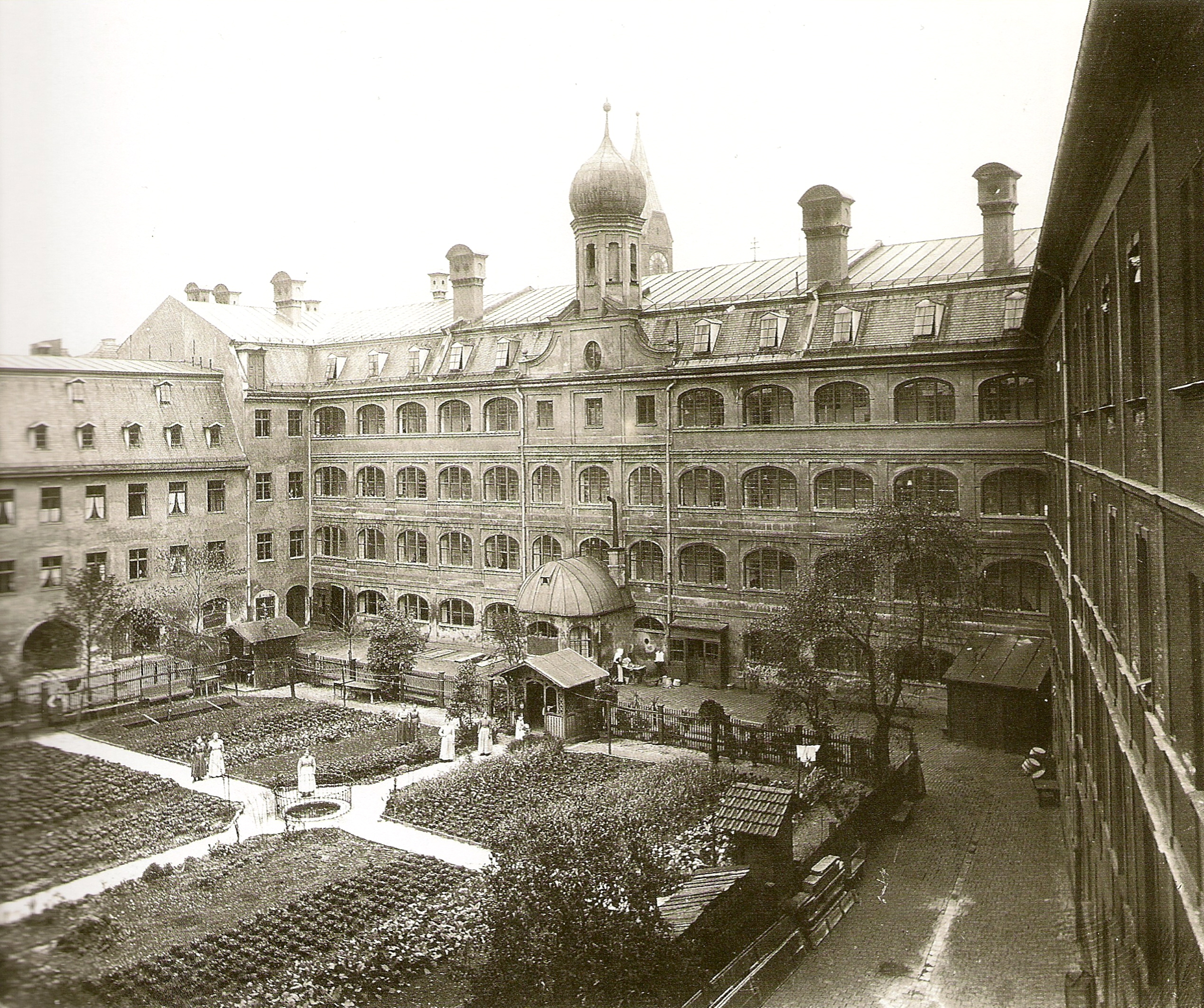
Josephspital um 1910

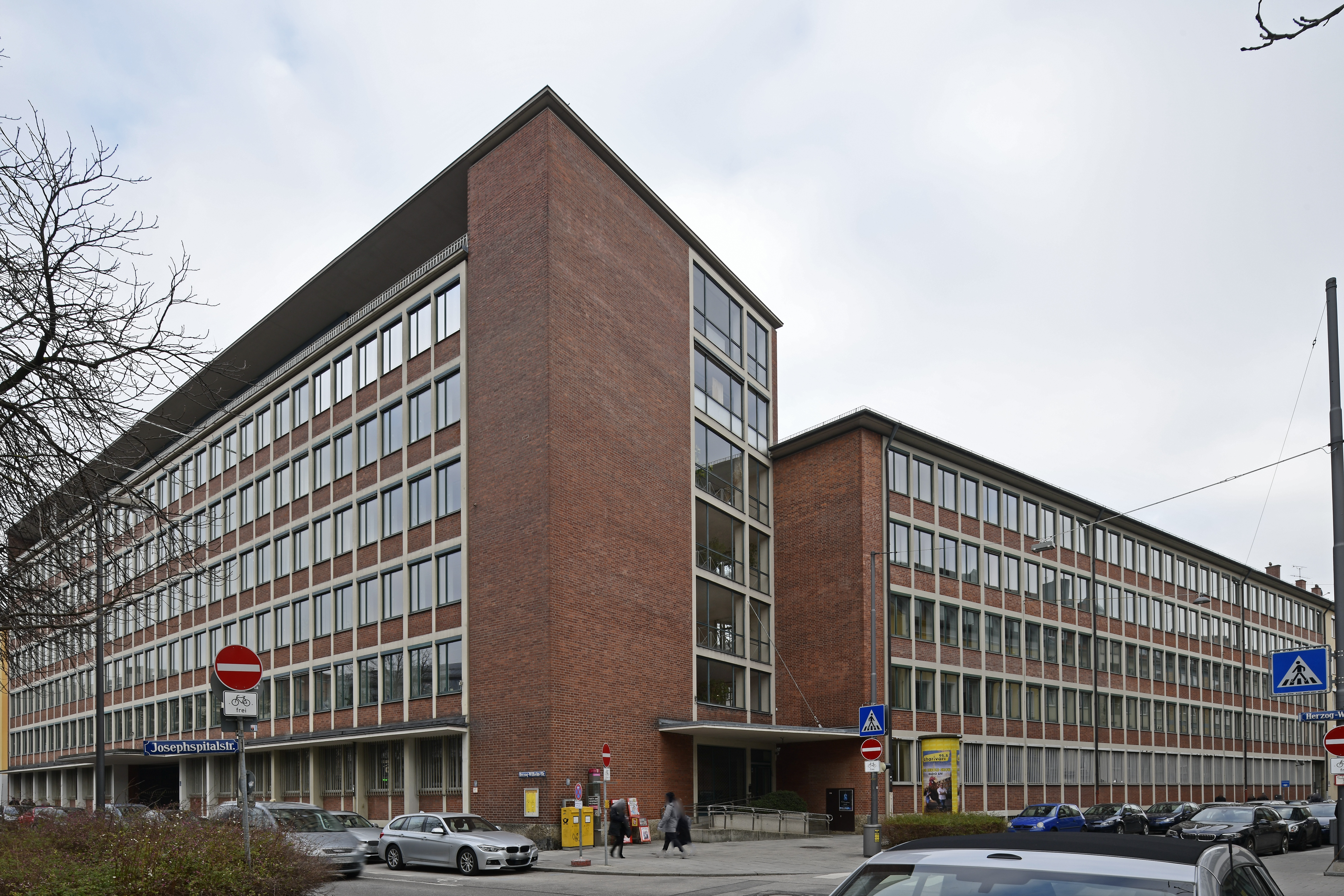
Ehemaliger Bauplatz des Spitalgebäudes. Das abgebildete Bauwerk wurde in den Jahren 1953 bis 1954 errichtet.

Das Josephspital war ein barockes Spitalgebäude in München. Es lag an der gleichnamigen Straße im Hackenviertel der historischen Altstadt.

## Geschichte
Neben dem bereits bestehenden Herzogspital entstand im Auftrag von Kurfürst Maximilian I. und seiner Gemahlin Elisabeth als weiteres der Kranken- und Versorgungshäuser des Hofes zwischen 1626 und 1632 das benachbarte Josephspital. Im Laufe der Zeit wurde es unter anderem durch Giovanni Antonio Viscardi 1682 vergrößert. Die Drei-Flügel-Anlage hatte zum Hof hin eine dreigeschossige Arkadenarchitektur, die Mitte der Hauptseite betonte ein Giebel mit einem Zwiebelturm. Der Stil weist noch in die Richtung Marx Schinnagls zurück.
Das Josephspital verfügte ebenfalls über eine Spitalskirche, die römisch-katholische Josephspitalkirche von 1632. Das Altarblatt, das den sterbenden St. Joseph darstellte, war von Andreas Wolff. 1700 wurde die Kirche nach der Erweiterung des Spitals neu geweiht. In den Jahren 1870 bis 1881 erfuhr die Kirchenausstattung eine völlige Änderung durch den Architekten Johann Marggraff. Dieser brachte die Renaissance in die Spitalkirche. Die aus der Anfangszeit der Kirche stammenden Altäre, die Bemalung, und Schmuck erhielten ein völlig neues Aussehen.
Nach Vollendung des neuen Altersheim Sankt Joseph in Sendling, Bauzeit von 1925 bis 1927, konnten am 24. April 1928 die ersten 100 Bewohner in ihre neue Heimat einziehen. Am 26. Januar 1929 wurde die Liegenschaft an der Joephspitalstraße für 1,1000,000 Mark an die Stadt München verkauft. Hiermit endet die lange Geschichte dieses Spitals an dieser Stelle.
Die Josephspitalkirche wurde 1945 ebenso wie die Reste des kriegszerstörten Spitals abgerissen. Den gegen den Innenhof mit Arkadengängen geöffneten Bau mit der zentralen Kirche gibt ein Stich von Michael Wening wieder.